# Gora Utës
Gora Utës (englische Transkription von russisch Гора Утёс Gora Utjos, deutsch ‚Klippenberg‘) ist ein Nunatak im ostantarktischen Mac-Robertson-Land. Er ragt südwestlich des Lines Ridge am nördlichen Ende des Mawson Escarpment auf.
Russische Wissenschaftler benannten ihn deskriptiv.